# Джеймс Скаллін
Джеймс Генрі Скаллін (англ. James Henry Scullin) (18 вересня 1876 – 28 січня 1953), австралійський політичний діяч і дев’ятий Прем'єр-міністр Австралії. За два дні після того, як його було приведено до присяги як Прем’єр-міністра, відбулася «Катастрофа на Волл-стріт 1929», що ознаменувала початок Великої Депресії і, як наслідок, Великої Депресії у Австралії.

## Молоді роки

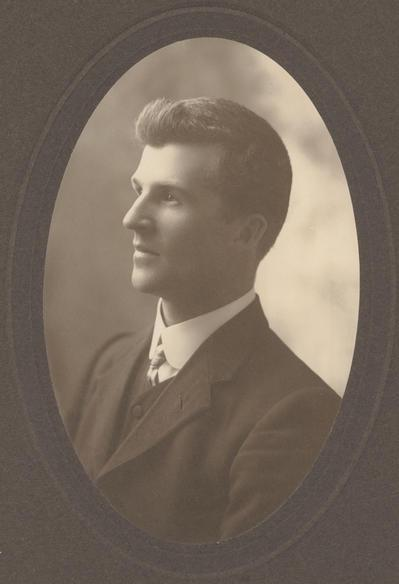
Скаллін у 1900-х

Скаллін народився у невеликому містечку Травалла у західній Вікторії, у родині Джона Скалліна, залізничного робітника, та Енн Логан. Обидва походять з католицької Ірландії. Він здобув освіту у державній початковій школі, а потім працював бакалійником у Баллареті, продовжуючи навчання у вечірній школі, а також вивчення літератури у публічних бібліотеках. Крім того Скаллін відточував своє вміння висловлювати думки у місцевих дискусійних клубах.

## Рання політична кар’єра
Скаллін певний час утримував місце у Палаті представників Австралії, представляючи  округ Балларата, але втратив його за результатами загальних виборів 1906 року, програвши Дікіну. Під час федеральних виборів 1910 року його знову було обрано до парламенту, проте програв наступні вибори 1913 і повернувся до роботи редактором однієї з вечірніх газет. 
Після закінчення Першої світової війни Скаллін майже досяг встановлення в країні пацифізму. У 1922 він здобув перемогу у виборах, та у 1928 він замінив на посту лідера партії Метью Чарлтона. 

## Прем’єр-міністр 1929—1932
1929 року консервативний уряд Стенлі Брюса зазнав краху, коли його законопроєкт про відносини між підприємцями і робітниками було провалено у Палаті представників. За результатами наступних федеральних виборів, під час яких Скаллін провів кампанію із захисту індустріальної арбітражної системи, він здобув феєричну перемогу, в результаті чого став першим римо-католицьким Прем’єр-міністром Австралії. Оскільки ці вибори проводились лише до нижньої палати, націоналісти зберегли контроль над Сенатом. 
Через два дні після того, як Скаллін зайняв свій пост, 22 жовтня 1929, Нью-Йоркська фондова біржа зазнала краху, і Австралія опинилась у стані світової кризи «Велика Депресія». 
Депресія потужно вдарила по австралійській економіці у 1930, це було пов’язано з крахом на зовнішніх ринках сільськогосподарської продукції, що викликало масове безробіття. Уряд Скалліна був неспроможним подолати кризу. 
У червні 1930 уряд зазнав тяжкої втрати, коли міністр фінансів Тед Теодор був змушений піти у відставку в результаті розслідування скандалу, що мав відношення до періоду перебування Теодора на посту голови уряду Квінсленду. Скаллін прийняв цей пост на свої плечі. 
У другій половині 1930 року Скаллін постійно проводив наради з Лондоном. Він відчував, що не має іншого вибору, ніж погодитись на рекомендації радників Державного банку Англії,  незважаючи на болісні наслідки такого рішення. Ці рішення призвели до запеклої боротьби в уряді та зруйнували будь-яку видимість партійної єдності.
Протягом 1931 уряд Скалліна розколовся. У січні Скаллін вирішив поновити Теодора на посту міністра фінансів. Найтвердіші супротивники прем’єра пішли з уряду, та як протест об’єднались з націоналістичною опозицією. 
Зрештою, 25 листопада 1931 року, Парламент вніс пропозицію про прийняття вотуму недовіри урядові, що призвело до дострокових виборів, які Скаллін програв. Разом з тим він зберіг позицію лідера партії.

## Подальша політична кар’єра та життя
Після того, як партія зазнала поразки на виборах 1934, він залишив і пост лідера партії. Проте Скаллін залишився у парламенті, а пізніше виконував роль радника інших лейбористських прем’єрів – Джона Кертіна та Бена Чіфлі. Після поразки на виборах 1949 року він залишив парламент.
Помер Джеймс Скаллін у Мельбурні 1953 року у віці 76 років. Історики складають про нього судження, як про сумлінного, такого, що діє з найкращих покликів, політичного діяча, який просто став жертвою обставин. 